# Масса (місто, Марокко)
Масса (араб. ماسة) — містечко в Марокко. Розташоване в провінції Штука-Айт-Бага у регіоні Сус — Масса. За даними перепису 2004 року, населення міста становить 8999 осіб. Назва міста походить від назви річки Масси, на якій воно лежить.